# Спартак (Івано-Франківськ)
«Спартак» (Івано-Франківськ) — колишня радянська та  українська футбольна команда з міста Івано-Франківськ, заснована 1940 року. Один з найтитулованіших футбольних колективів Східної Галичини. Другий за популярністю галицький клуб в радянський та український періоди своєї історії. У союзні часи брав участь в чемпіонатах УРСР, змаганнях Першої та Другої ліги СРСР, першостях Станіславської (Івано-Франківської) області та міста Станіслава (Івано-Франківська).
У 1992 та 1994—2000 роках представляв Вищу лігу України з футболу. Найкраще досягнення в її турнірах — 10 місце (сезон 1997/1998). У 1992—1994, 2000—2007 роках — учасник змагань Першої української ліги.
Влітку 2007 року після завершення чергового сезону на професійному рівні клуб було розформовано.
Футболісти-спартаківці в 1950-х—на поч.1980-х у періоди міжсезоння  складали основу однойменної хокейної команди, яка була учасницею обласних і республіканських турнірів.
Домашній стадіон — «Рух» (у 1940—1981 — «Спартак», 1981—1989 — «Кристал»).

## Історія

### Хронологія назв
- 1940–1981: «Спартак»
- 1981–1989: «Прикарпаття»
- 1989–2001: ФК «Прикарпаття»
- 2001–2002: ФСК «Прикарпаття»
- 2002–2006: ФК «Спартак»
- 2006–2007: НФК «Спартак»

### 1940-1955: На обласній та республіканській аренах
У 1940 році в Івано-Франківську (тодішньому Станіславі) була створена футбольна і хокейна команда спортивного товариства «Спартак». 21 квітня 1940 року відбувся перший в історії клубу матч футбольного «Спартака». Цього дня його спортсмени у товариському поєдинку перемогли земляків з «Локомотива» (3:2). 16 червня 1940 року спартаківці здобули Кубок міста — перший трофей в історії клубу. Після початку німецько-радянської війни 1941 року колектив тимчасово припинив своє існування, відновивши виступи через п'ять років.

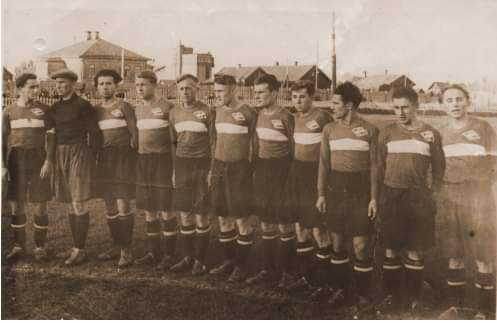
Спартак Станіслав 1949 р.

З 1946 по 1955 роки команда грала в чемпіонаті УРСР з футболу, а також в першостях міста та області. У 1946 році «Спартак» здобув другий титул в своїй короткій історії, вигравши чемпіонат Станіславської області.  У 1949 році команді вдалось повторити своє попереднє досягнення в обласній першості. Через рік спартаківці фінішували вже другими. В 1951 році команда втретє, а 1953-го вчетверте стає кращою на Станіславщині. У підсумку в перші повоєнні роки «Спартак» справедливо можна називати найтитулованішою футбольною командою області.
Окрім обласного чемпіонату, спартаківці задавали тон і в кубкових змаганнях краю. Якщо у 1946 році «Спартак» тимчасово обмежився тільки участю в фіналі обласного кубка, то через три роки, одночасно з тріумфом в чемпіонаті, колектив таки додав до своєї скарбниці і цього почесного трофея. Це був перший «золотий дубль» в біографії клубу. Наступного сезону (1950 р.) спартаківці у фінальному матчі не змогли відстояти за собою здобутого кубкового титулу. Але невдовзі (1952-1955 рр.) в ході чотирьох розіграшів поспіль клуб вже нікому не віддавав кубкового трофея.
У 1949 році «Спартак» вдало виступив і на республіканській арені. Команда  перемогла у зональному турнірі аматорських команд західних областей і за підсумками другого етапу змагань виборола бронзові медалі чемпіонату УРСР.
У сезоні 1954 року спартаківці Станіслава у цих же змаганнях завоювали срібні нагороди, пропустивши вперед тільки київський «Зеніт».
Сезон 1955 року став переможним для «Спартака» у чемпіонаті України серед аматорів. Опісля в поєдинках плей-офф станіславці за сумою трьох матчів відсвяткували перемогу над севастопольським СКЧФ  (0:2, 2:0, 2:0) і завоювали перепустку в Клас «Б» чемпіонату СРСР —  другого за рівнем дивізіону радянського футболу. У фінальному матчі вирішальний гол забив Юрій Головей, який з 7 голами у 7 матчах став найкращим бомбардиром турніру.

### 1956-1962: Виступи в другому дивізіоні СРСР

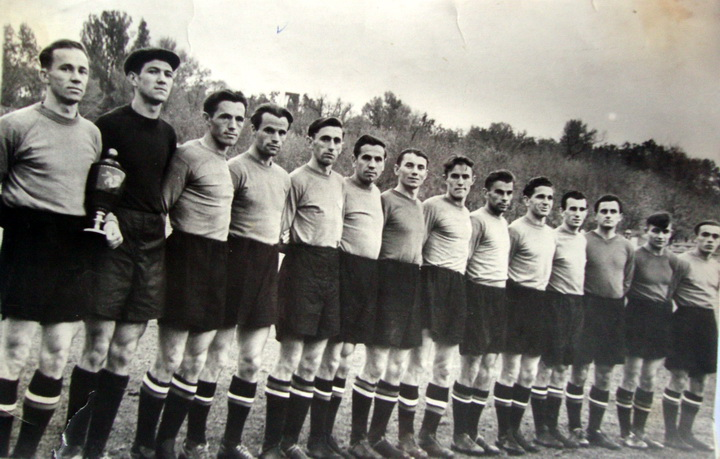
Чемпіони УРСР 1955 Спартак Станіславів

У сезоні 1956 року «Спартак» стартував у Класі «Б». Дебютний сезон команда завершила в середині турнірної таблиці (12-е місце). Найкращим бомбардиром клубу став Василь Чепига (17 м'ячів), на провідних роль в команді також був Юрій Головей  (12 м'ячів).
Вже у 1957 році «Спартак» посів перше місце в 1-ій зоні та здобув право позмагатися у фінальному турнірі 3-х команд в Ташкенті за путівку до найвищого дивізіону СРСР (Клас «А»). У вирішальному матчі «Спартак» зустрівся з ленінградським «Адміралтейцем», якому в підсумку поступився і посів 2-е місце в турнірі.
1957-го «Спартак» дебютував у розіграшах Кубка СРСР. Спочатку в першому своєму матчі станіславці обіграли «Шахтар» Новомосковськ (2:0), а в наступному розгромили «Харчовик» Калінінград (4:1). У 1/8 фіналу перед спартаківцями не встояли елітні «Крила Рад» з Куйбишева (1:0).  Врешті переможну ходу нахабного дебютанта змагань зі Станіслава на стадії чвертьфіналу зупинив московський «Спартак» (рахунок драматичного матчу — 2:4). У цьому матчі в складі станіславської команди на поле столичного стадіону "Динамо" виходили Борис Ребянський, Володимир Качур, Іван Осусський, Іван Сорокін, Анатолій Шинкаренко, Мирослав Думанський, Євген Думанський, Віктор Журавльов, Юрій Головей, Василь Чепига, Анатолій Голощапов, Маркіян Рипан.
В сезоні 1958 року «Спартак» зайняв 5-е місце у своїй зоні, відставши всього на два очки від бронзового призера змагань. У тогорічному розіграші Кубка СРСР станіславці стартували з технічної перемоги над таллінським «Динамо», проте в наступному матчі попереднього етапу поступилися СКА Львів (3:5 в додатковий час).
Сезон 1959 став порівняно невдалим для «Спартака» — лишень 14-е місце у своїй зоні. Наступного року сповзання команди по сходинках турнірної таблиці продовжилося (15-е місце в першій зоні УРСР). У Кубку СРСР відбулись зміни і розіграш 1959/1960 проводився за системою весна-осінь. Станіславські спартаківці розпочали виступи з попереднього етапу, на якому впевнено розібралися з «Авангардом» Сімферополь (3:0). Та в вже у другому матчі зазнали нищівної поразки від СКВО Одеса — 0:6.
Сезон 1961-го став більш успішним для «Спартака» в чемпіонаті, команда змогла закріпитись в середині турнірної таблиці та в підсумку зайняла 12-е місце. Змагання в Кубку СРСР прикарпатці розпочали з перемоги над «Авангардом» з Тернополя (2:1). У другому матчі спартаківці пройшли «Десну» Чернігів (перший матч 0:0, перегравання 1:0). У 1/32 фіналу «Спартак» поступився волзькій «Енергії» (0:1).
Сезон 1962 року видався провальним для команди. «Спартак» посів 13-е місце в групі та покинув першоліговий турнір (Клас «Б»). Що стосується кубкових змагань, то їх спартаківці розпочали зі стадії 1/16 фіналу   (зона УРСР), у якій прикарпатці пройшли «Нафтовик» з Дрогобича (3:1). У 1/8 фіналу  «Спартак» отримав в суперники «Авангард» Жовті Води — 0:0 та 3:0 в матчі-переграванні). В 1/4 фіналу  було подолано з  мінімальним рахунком 1:0 «Шахтар» із Горлівки. У півфінальному матчі зони УРСР на спартаківців очікувала зустріч зі своїми старими кривдниками з позаминулого розіграшу — одеськими армійцями. Проте реваншуватися станіславцям також не вдалось — поразка 1:2 та виліт з турніру.

### 1963-1972: Десятиліття в третьому дивізіоні СРСР
По завершенні сезону 1962 року в радянському футболі відбулася реформа в структурі ліг. За її результатами Клас «Б» став третім за рангом дивізіоном країни. У ньому і провів свій наступний футбольний рік «Спартак». За його підсумками команда опинилася на 12-му місці. Шлях до кубкової вершини 1963 року спартаківці традиційно розпочали із попереднього зонального турніру українських клубів.  Крок за кроком іванофранківці успішно долали своїх суперників: на стадії 1/8 фіналу  — «Локомотив» Вінницю (1:0), чвертьфіналу  — «Динамо» Хмельницький (2:0), півфіналу  — «Верховину» Ужгород (2:1), а в фіналі — СКА Київ (2:1). Однак в основній сітці турніру вже у першому ж раунді «Спартак» поступився ризькій «Даугаві» (0:2).
Сезон 1964-го клуб закінчив в середині таблиці своєї групи (12-е місце). Шлях до Кубка СРСР команда вкотре розпочала з попереднього етапу розіграшу в зоні УРСР. В 1/8 фіналу іванофранківці здолали дрогобицький «Нафтовик» (1:0), проте в чвертьфіналі зазнали поразки від сумського «Спартака» (0:3).
У 1965 році спартаківці, набравшись змагального досвіду та оновивши командний склад, зуміли піднятися на 6-е місце у своїй групі. Кубок СРСР 1965 року прикарпатські футболісти розпочали із випробування серед клубів, які переважно представляли УРСР.  Як і попереднього розіграшу, «Спартак» припинив свою ходу на чвертьфінальній стадії: після мінімальної перемоги в першому раунді над рівненським «Колгоспником» (1:0) далі послідувало фіаско від чернівецької «Буковини» (0:2).
На фініші сезону 1966-го івано-франківська команда посіла четвертий щабель таблиці, поступившись 9-ма пунктами лідеру перегонів. Цього разу спартаківці, як і багато інших українських команд майстрів, через суто організаційні питання були позбавлені можливості взяти участь у союзному кубковому турнірі. На момент жеребкування фінальної частини Кубка СРСР 1965/1966 залишалися вакантними два місця представників зони УРСР. Через щільний календар першості класу «Б» Федерація футболу УРСР не знайшла змагального вікна для організації повноцінного відбору, ухваливши соломонове рішення заповнити вакансії клубами з числа минулорічних переможців зональних розіграшів.
У сезоні 1967-го «Спартак» знову опустився на 12-е місце серед 21 команди "західної" групи зони УРСР. В Кубку СРСР 1966/67 «Спартак» в 1/8 фіналу (зона УРСР) здолав чернівецьку «Буковину» (2:1), а в 1/4 фіналу зазнав прикрої поразки від «Верховини» Ужгород (2:5).
Сезон 1968-го в чемпіонаті третьої ліги спартаківці закінчили 5-ми. Всесоюзні кубкові змагання (зона УРСР) колектив розпочав з перемоги над «Торпедо» Луцьк (0:0 після основного часу, 6:4 у післяматчевих пенальті). Проте в 1/4 фіналу поступився «Динамо» Хмельницький (0:2). 
У 1969 році «Спартак» став переможцем чемпіонату УРСР і української зону класу «Б» чемпіонату СРСР. Це була вже друга перемога клубу в першостях України з футболу.
Сезон 1970 року команда провела в третьому дивізіоні чемпіонату СРСР і посіла там 4-у сходинку. Поєдинки Кубка СРСР «Спартак» розпочав з перемоги 2:1 над «Шахтарем» з Кадіївки, та в півфіналі (зона УРСР) програв «Буковині» (0:2).
Наступного сезону спартаківці зіграли в чемпіонаті невдало, опустившись аж на 19-е місце турнірної таблиці.  
У сезоні 1972 року «Спартак» втретє святкував перемогу в чемпіонаті УРСР, а в стикових матчах за вихід в Першу лігу в Сімферополі обіграв ризьку «Даугаву» (0:1, 3:1). За цю перемогу кожен з гравців отримав радіоприймач та премію 150 рублів.

### 1973-1980: Виступи в Першій лізі
"Спартак" повернувся  до Першої ліги СРСР в 1973 році. Там клуб провів наступні дев'ять сезонів (1973—1981).
У першому ж сезоні спартаківці фінішували на 10-му місці, що виявиться найвищим турнірним досягненням команди за всі роки її виступів у цьому дивізіоні. Трійку кращих бомбардирів серед спартаківців склали Віктор Козін, Віктор Аністратов та Степан Чопей, які забили по 6 голів. У Кубку СРСР "Спартак" поступився в 1/32 фіналу команді "Текстильник" з міста Іваново (2:3 та 0:1). Водночас у 1973 році "Спартак" став фіналістом Кубка УРСР, проте програв у вирішальному двобої "Зірці" з Кіровограда (0:1).
В сезоні 1974 року спартаківці закріпилися в колі середняків Першої ліги, фінішувавши на 12-му місці з 20 команд. На фоні своїх одноклубників в іграх першості особливо виділявся Ігор Дирів, який став найкращим бомбардиром "Спартака" того року (10 голів). Лідерські якості в команді також продемонстрували Степан Чопей (8 голів) та Борис Стрельцов (5 голів). В Кубку СРСР 1974 р. "Спартак" в 1/32 фіналу пройшов за сумою матчів краснодарську "Кубань" (1:1; 2:0), проте в 1/16 фіналу поступився ленінградському "Зеніту" (0:2; 0:1).
Сезон 1975-го  "Спартак" завершив з таким ж турнірними показниками, як і попереднього чемпіонату. Що стосується індивідуальних показників, то шосту пзицію серед кращих бомбардирів Першої ліги посів Степан Чопей (16 голів). Він третій сезон поспіль перебував на лідерських ролях в колективі. Високу результативність в команді також продемонстрували Степан Рибак (7 голів) та Ігор Дирів (6 голів). Однак сезон 1975-го вийшов неуспішним для спартаківців в Кубку СРСР — вже на початковій стадії, 1/32 фіналу, в компенсований час вони поступилися запорізькому "Металургу" (1:2).
У сезоні 1976 року іванофранківці виступили в Першій лізі гірше за попередні (14-е підсумкове місце). Найкращим бомбардиром "Спартака" став Ігор Дирів (12 м'ячів). Продовжував демонструвати свої лідерські якості й Степан Чопей (8 точних ударів), не відставав від нього молодий дебютант прикарпатців Михайло Паламарчук (так само 8 голів). До когорти кращих також можна віднести Степана Рибака (7 голів) та Олександра Мартиненка (6 голів). В Кубку СРСР "Спартак" вибив в 1/32 фіналу краснодарську "Кубань" (2:0), а в 1/16 фіналу вдруге за останні роки поступився ленінградському "Зеніту" (1:1 у додатковий час та 2:3 в серії пенальті).
До змагань Першої ліги в сезоні 1977-го була прикута особлива увага, адже долею випадку тут опинився легендарний московський "Спартак" (у підсумку столичні спортсмени стали переможцями турніру і повернулися до еліти радянського футболу). Що стосується івано-франківських спартаківців, то вони повторили минулорічний турнірний результат. Лідерами команди того сезону були Микола Пристай (11 голів) та Володимир Мукомелов (6 голів). В розіграші кубку "Спартак" спочатку подолав "Колхозчі" з Ашхабату (2:1), а в стадії 1/16 — "Арарат" з Єревану (1:1 у додатковий час, 6:5 в серії пенальті). У 1/8 фіналу переможну ходу іванофранківців спинив гранд українського футболу "Динамо" Київ (0:2).
Сезон 1978 року став для "Спартака" повільним сповзанням до низин турнірної таблиці — як наслідок, підсумкове 15-е місце. На такий стан справ вплинула передовсім зміна поколінь в колективі. Найкращим бомбардиром команди вдруге поспіль став Микола Пристай (13 голів), серед голеадорів також опинились Ярослав Кікоть та Роман Покора (обидва забили по 8 голів). Цього року в кубковому розіграші повернулись до системи виявлення переможців за сумою двох матчів. У 1/32 фіналу "Спартак" практично вже у першому поєдинку цієї стадії вирішив для себе завдання виходу в наступний етап, розгромивши "Алгу" з Фрунзе — 4:1. Матч-відповідь цих суперників закінчився нічийним рахунком 1:1. Проте вже в 1/16 фіналу спартаківців зупинив  титулований московський ЦСКА. Хоча підсумок першої зустрічі з армійцями (1:1) й залишав прикарпатцям надію на прохід в наступну стадію, у повторному поєдинку москвичі продемонстрували свій вищий клас (0:2).
У порівнянні з попередніми роками сезон 1979-го мало що змінив у розташуванні "Спартака" в підсумковій турнірній таблиці (14 місце). Команда відчайдушно намагалася закріпитися в когорті середняків другого за силою футбольного дивізіону СРСР.  Лідерами "Спартака" були Богдан Мороз (14 м'ячів), Микола Пристай (11 м'ячів) та Ігор Дирів (10 м'ячів). Попередню стадію Кубка СРСР 1979 року вирішили проводити за зональним критерієм. У своїй 7-ій зоні "Спартак" посів передостанню п'яту позицію. Стартували спартаківці з поразки "Чорноморцю" з Одеси (0:1). В другому матчі поступились вищоліговому "Арарату" з Єревану (0:2). Третя зустріч проти "Колоса" з Нікополя закінчилася з рахунком 0:0,  і тільки в четвертому поєдинку турніру "Спартак" здолав "Жальгіріс" 3:2. А завершилися ці змагання для іванофранківці поразкою від львівських "Карпат" (0:1).
Підсумки сезону 1980-го  (17-е місце з 24 команд) свідчили про настання затяжної кризи у першолігових результатах "Спартака". Лідерами команди того року були Микола Пристай (13 м'ячів), Іван Іванченко (10 м'ячів), Богдан Мороз (7 м' ячів) та Юрій Ципле (5 м'ячів). Кубкові змагання, як і торік, проходили за зональною системою. У кубкових іграх "Спартак" на старті добився почесної нічиї з вищоліговим московським "Локомотивом" (0:0). А ось в наступних трьох матчах нічого не зміг протиставити київському "Динамо" (0:2), львівським "Карпатам" (0:3) і дніпропетровському "Дніпру" (0:1). На фініші турніру спартаківці розійшлися миром в поєдинку з "Ністру" Кишинів (2:2), посівши в підсумку останнє місце з двома заліковими пунктами.

### 1981-1989: Команда «зенітчиків»
1981 року "Спартак" офіційно перейменували на «Прикарпаття». Такий крок був спричинений фактом передачі ще влітку 1980-го команди (разом зі стадіоном, відомчою ДЮСШ і тренувально-відпочинковою базою) з балансу облради однойменного спортивного товариства профспілок у підпорядкування підприємства електронної промисловості «Позитрон». Позаяк завод належав до підприємств оборонного комплексу, фізкультурно-спортивним життям яких в СРСР опікувалося товариство «Зеніт», то подальший виступ клубу під своєю звичною назвою виключався. Водночас у можновладців та нового керівництва команди вистачило мудрості, щоби при виборі нового імені для футбольного колективу врешті зупинитися на нейтральному варіанті, пов’язаному з топонімікою краю.
Партійно-господарські та спортивні функціонери плекали сподівання, що зміна власника зможе позитивно вплинути на подальші турнірні перспективи "Прикарпаття" в Першій лізі. Але за підсумками сезону 1981-го команда посіла 20 місце і вилетіла до Другої ліги СРСР, де виступала до 1991 року. Лідерами "Прикарпаття" в останньому для нього сезоні у другому за силою радянському футбольному дивізіоні стали Іван Іванченко (13 голів), Микола Пристай (13 голів), Михайло Паламарчук та Володимир Мельниченко (обидва по 5 голів). Попри фіаско в іграх чемпіонату, "Прикарпаття" змогло краще виступити в розіграші Кубка СРСР. Розпочавши з поразки алма-атинському "Кайрату" (0:1), прикарпатці далі дали бій київському "Динамо" (0:0) та розійшлися миром з кишинівським "Ністру" (0:0). Завершувала команда зональний кубковий турнір перемогою над "Хіміком" з Гродно (1:0) та бойовою нічиєю з "Карпатами" (0:0). У підсумку 4-а сходинка з п'ятьма заліковими очками.
Сезон 1982 року "Прикарпаття" розпочав в Другій лізі (шоста зона). Надії симпатиків івано-франківської команди на її близьке повернення у Першу лігу дуже стрімко розвіялись. Навіть повернення на тренерську лаву прикарпатців одного з найуспішніших наставників клубу за всю його історію Віктора Лукашенка не допомогло вирішити, поставлене перед командою завдання. За підсумками змагань іванофранківці задовільнилися лише 13-им місцем серед 24 учасників..
Сезон 1983 року "Прикарпаття" провалило ще більше. Колектив посів 22-е місце серед 26 учасників. Про вкрай кризовий стан, у якому перебувала команда, свідчив той факт, що на її капітанському містку змінилися аж три наставники —  Віктор Лукашенко, Юрій Аванесов і Мирослав Думанський (останні двоє були з приставкою "виконувач обов'язків").
У схемі проведення турніру Другої ліги сезону 1984-го відбулися суттєві зміни, які були чинними і в наступні два роки. Змагання складалися з попереднього і фінального етапів. На першій стадії команди були розділені за територіальним критерієм на дві групи по 13 команд. Далі по 6 кращих колективів з кожної визначали між собою призерів чемпіонату, а всі інші — головну команду-невдаху турніру. У 1984 році керівництво івано-франківського клубу провело якісну роботу над торішніми помилками. На поєдинки першості команду вивів новий тренер Борис Рассихін. Під його проводом футболісти "Прикарпаття" на стартовому етапі фінішували у своїй групі 2-ми, а за результатами фінальної частини — 9-ми.
Та вже у сезоні 1985 року турнірні справи "Прикарпаття" знову пішли на спад. На фінальному етапі команда опинилася у когорті учасників, які змагалися за 15-28 місця. Там прикарпатці у підсумку оформили для себе 19-ту позицію, а Борис Рассихін позбувся своєї посади.
Сезон 1986-го виявився для "Прикарпаття" не набагато ліпшим за попередній. Новопризначений наставник команди Борис Стрельцов разом із своїми підопічними задовільнилися лише 17-им підсумковим місцем серед 28 учасників.
1987 рік справедливо вважають одним із найкращих в історії івано-франківської команди майстрів. У цьому сезоні організатори змагань знову повернулися до класичної системи проведення чемпіонату. У виснажливому турнірному марафоні з 52 календарних матчів «Прикарпаття» несподівано для всіх вибороло бронзові медалі чемпіонату УРСР, пропустивши поперед себе тільки сімферопольську "Таврію" і тернопільську "Ниву".
З огляду на тогорічний успіх команди, у сезоні 1988-го від "Прикарпаття чекали таких же стабільних виступів. Але ні в організаційному плані, ні в кадровому клуб виявився до цього не готовим. У міжсезоння колектив покинули його лідери: брати Ігор та Микола Юрченки, Сергій Турянський, Василь Гуменяк, Богдан Дебенко. У підсумку — падіння на 17-ту сходинку таблиці чемпіонату і тренерська відставка посеред змагань Бориса Стрельцова, який пропрацював у Івано-Франківську протягом останніх двох з половиною років. Поміж тим, ставши одним з призерів попередньої друголігової першості, прикарпатці після шестилітньої перерви отримали право стартувати у черговому розіграші Кубка СРСР з футболу. І вже на початковій стадії 1/32 фіналу поступилися на виїзді "Балтиці" (Калінінград) з рахунком 0:1.
Сезон 1989-го для "Прикарпаття" виявився одним із найгірший за історію виступів у Другій лізі (21-е місце  з 27 учасників). Ставало зрозуміло, що подальше перебування команди під крилом місцевого промислового концерну "Родон" (з кінця 80-х колишній завод "Позитрон" став його основним виробничим підрозділом) є тупиковим шляхом її функціонування. Цього ж року ще однією малоприємною подією в житті клубу стала вимушена міграція "Прикарпаття" на стадіон "Електрон". Старий–добрий «Кристал» було остаточно закрито на реконструкцію, яка не завершилася повністю і дотепер.

### 1989-2001: Команда Анатолія Ревуцького
У листопаді 1989 року в Івано-Франківську було створено нову структуру "Футбольний клуб Прикарпаття". На її баланс і передали команду майстрів, яка, як видавалося, перетворилася на важку ношу для виробничників з "Родону". Свіжостворена футбольна структура задумувалася як госпрозрахункова організація з прицілом на самоокупність, що на той час для господарських відносин у радянському спорті було новизною. Отримав клуб і свого першого в історії президента — ним став палкий симпатик прикарпатського футболу Анатолій Ревуцький.
У сезоні 1990-го в системі організації змагань усієї Другої ліги СРСР відбулися чергові реформи. За підсумками друголігових турнірів попереднього сезону з кращих команд різних союзних зон було створену вищу, так звану "буферну", зону. Через це 1990 року звична українська зона Другої ліги "позбулася" відразу 8 сильних команд і на старт в ній вийшло 19 учасників. Чемпіонат реорганізоване "Прикарпаття" завершило 7-им. Паралельно у сезоні 1990 року "Прикарпаття" взяло участь в Кубку УРСР, розіграш якого було відновлено після довгої паузи. Але вже за результатами початкової стадії 1/16 фіналу іванофранківці покинули цей турнір, зазнавши поразки за сумою двох матчів від рівненського "Авангарду" (1:0 та 0:2).
Футбольний 1991-й рік виявився досить успішним для "Прикарпаття". Нове керівництво клубу разом з футболістами додали черговий титул у свою почесну скарбницю. Прикарпатці завоювали срібні медалі друголігового чемпіонату в 1-ій територіальній зоні, поступившись чемпіонством "Нафтовику" з Охтирки. В Кубку УРСР "Прикарпаття" в 1/16 фіналу не помітило "Динамо" з Білої Церкви (2:0 та 4:2), а ось в наступному раунді за сумою двох матчів поступилось "Зірці" з Кіровограду (1:3 та 2:1). Виступами у цих двох турнірах закінчилася для івано-франківського "Прикарпаття" ("Спартака") довга футбольна історія радянського періоду.
Зі здобуттям державної Незалежності футбольною громадськістю України було ухвалено рішення щодо організації національного чемпіонату. 13 грудня 1991 року на пленумі ради новоствореної Федерації футболу України було схвалено проект його проведення та сформовано представництво команд у всіх лігах.
В історичному прем'єрному національному чемпіонаті 1992 року "Прикарпаття", як срібний призер останніх змагань союзної Другої ліги, потрапило до числа учасників Вищої ліги України. Турнір отримав умовний статус перехідного і мав закінчитися за пришвидшеним календарним графіком до кінця першого півріччя. З огляду на це, 20 команд елітного дивізіону було поділено порівну на дві групи. За підсумками двоколових змагань визначався попередній квартет найкращих колективів країни (вони далі з'ясовували між собою трійку призерів у стикових матчах) та 6 невдах першості, які понизяться рангом. "Прикарпаття" фінішувало передостаннім 9-им у групі "Б" та вилетіло до Першої ліги. У сезоні 1992-го іванофранківці не менш безславно виступили і в дебютному розіграші національного Кубка. "Прикарпаття" на початковій стадії 1/32 фіналу не змогло впоратися з нижчоліговою олександрійською "Поліграфтехнікою" (0:0 в основний і додатковий час, 3:4 в післяматчевих пенальті).
Наступні два сезони "Прикарпаття" провело в Першій лізі. У сезоні 1992/93 івано-франківський клуб, незважаючи на плани повернення до еліти, посів тільки 5-ту позицію. Втішним моментом для команди стала перемога нападника Романа Григорчука з 26 голами у неформальній суперечці кращих бомбардирів ліги. У Кубку України 1992/93 "Прикарпаття" стартувало з стадії 1/64 фіналу, де не без проблем подолало у своєрідному місцевому дербі територіального сусіда і тогочасного представника аматорської ліги "Хутровик" із Тисмениці (1:1 в основний і додатковий час та 3:1 у серії пенальті). В 1/32 фіналу франківці здолали "Ладу" Чернівці (5:1), а в 1/16 фіналу їм було зарахована технічну перемогу за неявку на гру "Кривбаса". Зупинили кубкову ходу прикарпатців у 1/8 фіналу київські динамівці (0:2 та 1:4).
У наступному сезоні 1993/94 клуб поклав у власну скарбницю перший титул, здобутий вже в новітню еру своєї історії. "Прикарпаття", продемонструвавши цікаву та результативну гру, вибороло звання чемпіона Першої ліги та путівку до Вищої ліги. Справжніми лідерами колективу тоді були брати Ігор та Микола Юрченки, Сергій Турянський, Ярослав Ватаманюк. У Кубку України стартували з 1/64 фіналу, декласувавши там "Хімік" з Великого Бичкова (5:0). В 1/32 фіналу впорались із "Норд-Ам-Поділля" з Хмельницького (2:1), а в 1/16 фіналу зазнали прикрої поразки за сумою матчів від "Ниви" Тернопіль (1:1 та 1:4).
Улітку 1994-го "Прикарпаття" повернулось до еліти українського футболу. Іванофранківці затрималися там на найближчі шість сезонів, здебільшого змагаючись за виживання в когорті кращих клубів країни.
У сезоні 1994/95 "Прикарпаття" фінішувало в середині турнірної таблиці, закріпившись на 11-ій позиції. В Кубку України франківці стартували з 1/32 фіналу, де мінімально обіграли "Галичину" з Дрогобича (1:0). А ось на першому етапі 1/16 фіналу несподівано поступилися у місцевому дербі "Хутровику" з Тисмениці (1:2).
У наступному чемпіонаті "Прикарпаття" продемонструвало стабільність виступів і повторило підсумковий результат попереднього сезону. В кубковому розіграші 1995/96 клуб вже на старті у поєдинку другого етапу 1/16 фіналу поступився "Металургу" з Нікополя (0:2).
Сезон 1996/97 івано-франківська команда закінчила на 13-му місці, витрачаючи всі сили на виживання у Вищій лізі. В Кубку України 1996/97 "Прикарпаття" вже вкотре зійшло на старті змагань, програвши в 1/16 фіналу "Поліграфтехніці" (0:1). У цьому сезоні сталася ще одна небуденна подія в житті клубу. Після тривалої перерви майже у 8 років на центральний міський стадіон Івано-Франківська, який тепер уже носив назву "Рух", нарешті повернувся великий футбол. 15 вересня 1996 року частково реконструйована арена вперше прийняла матч вітчизняної Вищої ліги. У ньому зустрічалися давні і принципові суперники-галичани — "Прикарпаття" та "Карпати" (рахунок двобою 1:2).  
Сезон 1997/98 виявився найуспішнішим для "Прикарпаття" у Вищій лізі – в підсумку команда фінішувала на 10-ій позиції. В кубку прикарпатці знову розпочали боротьбу з 1/16 фіналу, і знову невдало. Після достатньо переконливої домашньої перемоги над "Нивою" з Вінниці (2:0) на виїзді "Прикарпаття" в основний час втратило здобуту перевагу (0:2). Додатковий час в матчі не виявив переможця, а в серії пенальті сильнішими виявились господарі поля – 4:2.
У сезоні 1998/99 команда посіла передостаннє 15-е місце і врятувалась лише завдяки призначеному додатковому поєдинку за право грати серед еліти. У своєрідному "матчі смерті" прикарпатці завдали поразки першоліговому ФК «Черкаси» (рахунок 3:1, відзначилися: двічі В. Ларін і з пенальті Г. Скідан). У кубку "Прикарпаття" нарешті подолало ніби зачакловану для себе стадію 1/16 фіналу, святкувавши перемогу за сумою двох поєдинків над чернігівською "Десною" (1:1 та 1:0).  Далі в 1/8 фіналу прикарпатці провели два видовищні матчі проти донецького "Шахтаря" (0:4 та 4:3), але в підсумку до наступного раунду пішли суперники франківчан.
Наступний чемпіонат 1999/2000 років став для "Прикарпаття" прощальним у Вищій лізі. До останнього туру запеклу суперечку за право залишитися серед еліти вели між собою, крім іванофранківців, команди з Тернополя і Сімферополя. Врешті "Таврія" випередила "Прикарпаття" в таблиці лише за кращими додатковими показниками забитих–пропущених м'ячів. Що стосується кубкових змагань, то команда поступилась в 1/16 фіналу бориспільському "Борисфену" (0:0 в основний і додатковий час та 1:3 в післяматчевих пенальті).
Сезон 2000/01 став останнім офіційним біля керма клубу для багаторічного його президента Анатолія Ревуцького. У першоліговій першості "Прикарпаття" виступило дуже невдало, фінішувавши 14-ми серед 18 учасників. Традиційно нічого доброго не продемонстрували прикарпатці й в Кубку України – команда вилетіла в 1/16 фіналу, зазнавши поразки від запорізького "Металурга" (1:3).

### 2001-2002: Один сезон Анатолія Попадюка
2001-го Анатолія Ревуцького біля керма клубу змінив на рік бізнесмен, очільник "Нафтогазбуду" Анатолій Попадюк. Водночас колишній керівник  "Прикарпаття" не полишив своє дітище, перемістившись на посаду віце-президента і зберігаючи помітний вплив на життєдіяльність організації. А. Попадюк не був випадковою людиною в місцевому спорті. Ще в середині 1990-х його фірма «Аускопрут» виступала головним спонсором івано-франківської жіночої команди з хокею на траві "Роксолана", яка тричі ставала призеркою національного чемпіонату та була учасницею єврокубкового турніру. Періодично бізнесмен надавав посильну фінансову допомогу і тодішньому "Прикарпаттю". 
А. Попадюк анонсував суттєві реформи в клубному житті у найближчій перспективі, запросив до команди на тренерську лаву досвідченого спеціаліста Олександра Іщенка. Відбулися й певні косметичні зміни у назві – цього разу "Футбольний Клуб Прикарпаття" трансформувався у "Футбольно–Спортивний Клуб Прикарпаття". Однак усі організаційні напівзаходи протягом всього змагального року ніяк не змогли наблизити команду на фініші до виконання головного завдання — повернення в елітну лігу вітчизняного футболу. За підсумками сезону прикарпатці посіли 5-е місце, тоді як право підвищитись у класі автоматично гарантувалося тільки трійці призерів, а четверта команда чемпіонату мала шанс зробити це у перехідному матчі. У Кубку України "Прикарпаття" пройшло на четвертому попередньому етапі львівське "Динамо" (3:0; 3:0), а на п'ятому – поступилось харківському "Металісту" (0:0; 0:2). Гучні обіцянки керівництва швидко відновити потужний футбольний колектив розбилися об стіну байдужості з боку владних структур. Попри те, що А. Попадюк володів значними фінансовими ресурсами і міг продовжити подальше фінансування "Прикарпаття", через брак підтримки він досить швидко вирішив полишити футбольне клубне господарство.

### 2002-2005:«Спартак»Сергія Чмихалова
Напередодні чемпіонату 2002/2003 А. Попадюк повідомив футбольну громадськість про свою неспроможність надалі фактично одноосібно утримувати команду Першої ліги. У зв'язку з цим він запропонував місце "Прикарпаття" у першому дивізіоні українського футболу зайняти будь-якій з п'яти друголігових команд Івано-Франківщини.
У процесі переговорів за участю керівництва обласної держадміністрації, Івано-Франківської міськради, ЗАТ "ЛУКОР" і фірми «Техно-центр» було вирішено, що місце у Першій лізі займе новостворена команда, укомплектована передовсім з гравців ФК "ЛУКОР" та доповнена іншими запрошеними виконавцями. Головним тренером переформатованого "Прикарпаття" призначили Валерія Душкова. Також ухвалили включити в клубну структуру на правах дочірньої команди калуський ФК "ЛУКОР" з метою підготовки найближчого резерву. Оскільки генеральним спонсором "Прикарпаття" стало калуське ЗАТ "ЛУКОР" (його акціонери були пов’язані з потужним іноземним нафтогазовим гігантом «Лукойлом»), то клуб очолив голова правління згаданого товариства, громадянин Росії Валерій Чмихалов.
Створена з коліс команда з перших матчів міцно прописалася серед аутсайдерів національної першості. Навіть кадрові зміни на тренерській лаві та в складі команди під час зимової перерви не змогли врятувати прикарпатців. Тож за підсумками сезону 2002/2003 склалася парадоксальна ситуація: "Прикарпаття" втратило місце в Першій лізі, а його дочірній друголіговий  ФК "ЛУКОР" навпаки виборов право на підвищення рангом. Вихід з даної ситуації керівництво клубу віднайшло у повному ребрендингу всієї організаційної структури. Тож  ФК "ЛУКОР" було перейменовано в ФК "Спартак", який мав базуватися в Івано-Франківську та за принципом правонаступності представляти край у тих же першолігових змаганнях. Водночас місце у Другій лізі  зайняв новоутворений фарм-клуб "Прикарпаття" (Калуш). Окрім того, в квітні 2004-го клубна структура "Спартака" поповнилася на два найближчі роки однойменною футбольною жіночою командою з місцем осідку в тому ж Калуші.
Повернення командою з обласного центру своєї первісної назви "Спартак" супроводжувалося й відповідними змінами у формуванні її зовнішньої обгортки. Поміж іншим вернулися до колишніх червоно-білих барв у ігровій формі та символіці клубу. На новій емблемі спартаківців тепер центральним елементом знову став звичний чотирикутний ромб з літерою "С", також на гербі нарешті вказали й справжній рік заснування команди – 1940-ий.
У сезоні 2003-2004 ФК "Спартак" зайняв 6 місце. В Кубку України спартаківці пройшли "Кримтеплицю" з Молодіжного (0:1), а в 1/16 фіналу сенсаційно вибили харківський "Металіст" (5:3). Зупинив прикарпатців у наступному раунді "Чорноморець" (0:1).
У сезоні 2004-2005 "Спартак" фінішував 8-им. В Кубку України спочатку вибив з турніру сусідів з бурштинського "Енергетика" (3:1), проте в наступному етапі поступився "Волині" (0:3). Ці результати свідчили, що загальний стан справ у клубному господарстві потрохи заходив у застій. Посеред зимової перерви в січні 2005 року в публічному просторі було оприлюднено відкритого листа від імені ФК "Спартак", підписаного директором клубу Б. Лучком, головним тренером М. Пристаєм і капітаном команди В. Качуром та адресованого керівництву ОДА, голові обласної ради В. Брусу та очільнику обласної федерації футболу З. Шкутяку. У зверненні йшлося про незадовільне фінансування футбольного клубу з боку його співзасновників і про відсутність належної підтримки від керівництва області та влади Івано-Франківська. Автори листа стверджували, що, наприклад, у 2003 році підприємствами та організаціями області було надано допомогу ФК "Спартак" лише на 12,3% від запланованих потреб, а в 2004-у  — на 2,8%. Відтак весь тягар щодо утримання клубу ліг на плечі генерального спонсора ЗАТ "ЛУКОР". Окрім того, підписанти вказували на недоцільності, на їх думку, фінансування інших, менш популярних місцевих футбольних колективів Другої ліги з боку окремих бізнесових і владних структур, які одночасно були чинними співзасновниками головної команди краю. Мова йшла про ВАТ "Західенерго"  — спонсора бурштинського "Енергетика", ВАТ "Укрнафту" — спонсора долинського "Нафтовика", НАК "Нафтогаз" — спонсора франківського "Факела" та Івано-Франківську міськраду, яка утримувала з бюджету ФК "Чорногора".
За відсутності якоїсь дієвої реакції на це публічне звернення з боку адресатів керівництво клубу навесні 2005 року зробило перший демонстративний крок — достроково зняло зі змагань друголігової першості дочірню команду ФК "Спартак-2" (Калуш).
Наступний гучний демарш, здійснений С. Чмихаловим наприкінці першого кола змагань чемпіонату 2005/2006, виявився для симпатиків івано-франківського клубу ще більш шокуючим. 13 листопада 2005 року на післяматчевій пресконференції в обласному центрі чинний президент клубу заявив, що за шість днів складе з себе керівні повноваження. С. Чмихалов також зауважив, що не вважає себе надто великим любителем футболу, аби надалі витрачати особисті та корпоративні фінансові ресурси ЗАТ "ЛУКОР" на утримання ФК "Спартак". Натомість висловив готовність розглянути пропозиції стосовно можливого продажу клубу, а якщо ж не знайдеться охочих перейняти у нього клубне господарство, то ФК "Спартак" припинить своє існування .
Таким неприємним виявилося прощання С. Чмихалова з ФК "Спартак". Заради справедливості варто наголосити, що він виявився єдиним президентом клубу, який передав команду своїм наступникам без боргів. Окрім того, С. Чмихалов сприяв повноцінному функціонуванню ДЮСШ "Спартак" і тренувальної бази команди в селі Вістова.

### 2006-2007:«Спартак»Тараса Клима і банкрутство
20 січня 2006 року відбулося засідання оновленої Ради засновників ФК "Спартак". На ній ухвалено рішення про створення нової організаційної структури під назвою "Народний футбольний клуб (НФК) Спартак". Серед її співзасновників опинилися Івано-Франківська ОДА, міська рада і, тепер вже чисто формально, ЗАТ "ЛУКОР". Очільником НФК "Спартак" став Тарас Клим. Офіційна реєстрація клубу відбулася 21 лютого 2006 року. Слідом за цим футбольній громадськості було представлено й оновлену емблему НФК "Спартак".
Команда без особливих проблем дограла чемпіонат 2005/2006, замкнувши першу десятку. Свою участь в кубкових змаганнях цього сезону "Спартак" припинив ще на осінньому відрізку, в "чмихалівську еру". На стадії 1/32 фіналу франківці перемогли "Зірку" з Кіровограду (2:0), але в 1/16 фіналу були декласовані в рідних стінах перед 17 тис. аудиторією своїх прихильників футболістами київського "Динамо" (0:7).
У новий сезон 2006/2007 клуб увійшов з помітними фінансовими складнощами. Команда подавала ознаки життя тільки завдяки дозованим вливанням з обласної та міської казни. Вже на старті чемпіонату через організаційну лихоманку з власної волі розпрощався з колективом знаний наставник і колишній футболіст спартаківців І. Юрченко. Восени Т. Клим вів перемовини з групою "Приват" (в регіоні її інтереси представляло ВАТ "Нафтохімік Прикарпаття") про прихід до клубу в якості нового генерального спонсора. Проте через саботаж обласного керівництва угода була зірвана. З Кубка України прикарпатці  вилетіли у першому ж раунді після поразки черкаському "Дніпру" (0:1). За такої невтішної ситуації на всіх фронтах "Спартак" фінішував у першості на 17-му місці, і це означало неминуче пониження в класі. Останній у своїй спортивній біографії матч спартаківці зіграли 16 червня 2007 року в рідних стінах проти "Кримтеплиці" (0:4).
У передстартові тижні чемпіонату 2007/2008 в Другій лізі керівництво клубу вже практично не сподівалося на допомогу з місцевих владних кабінетів. Там вже кілька місяців як не знаходили для себе особливої мотивації, аби ще на якийсь час утримувати на плаву безперспективне футбольне господарство під брендом НФК "Спартак". Відтак постановою Бюро ПФЛ від 24 липня 2007 року клуб було знято з першості команд Другої ліги і позбавлено професійного статусу. На цьому офіційно і скінчилася довготривала футбольна історія спартаківців.
Протягом року тривав судовий процес щодо визнання НФК "Спартак" банкрутом. Івано-Франківський господарський суд підтвердив, що у клуба на поточний момент існує заборгованість на загальну суму 756 018 тисяч, 76 гривень. Оскільки НФК "Спартак" не мав змоги погасити зазначені борги, судовим рішенням його ліквідували.

### Спроби відновлення
Відмова місцевої влади влітку 2007-го хоч якось допомогти в справі  порятунку команди зі славними традиціями та багатолітньою історією пояснювалася появою на футбольній карті краю потенційно цікавішого на ту пору проекту. Його у міжсезоння можновладці й підтримали. У момент, коли "Спартак" безповоротно прощався зі статусом професійного клубу, ряди команд Першої ліги за змагальним критерієм поповнили земляки з колишнього студентського ФК  "Факел" (згодом перейменованого на ПФК "Прикарпаття"). Варто наголосити, що ця молода спортивна структура (чергове дітище А. Ревуцького) не перебувала у жодних правовідносинах зі спочилим НФК "Спартак", а, отже, й не могла претендувати на клубну спадкоємність.
У грудні 2012 року голова Івано-Франківської ОДА М. Вишиванюк після зникнення тепер  вже ПФК "Прикарпаття" заявив, що планує відродити НФК "Спартак. Але ці плани так і не знайшли свого реального втілення.
Якийсь час представники фанатського руху НФК "Спартак" організовували акції присвячені справі відродження клубу, зокрема розмалювали стіни стадіону "Рух" написами на зразок "СПАРТАК ЖИВЕ".

## Досягнення

### СРСР
Регіональні змагання
- Чемпіон Станіславської області : 1946; 1949; 1951; 1953
- Срібний призер чемпіонату Станіславської області : 1950
- Кубок міста Станіслава : 1940
- Володар кубка Станіславської області : 1949; 1952; 1953; 1954; 1955
- Фіналіст кубка Станіславської області : 1946; 1950

Всесоюзні та республіканські змагання
- Чемпіон УРСР : 1955; 1969; 1972
- Срібний призер чемпіонату УРСР : 1954; 1991
- Бронзовий призер чемпіонату УРСР : 1949; 1987
- Чвертьфіналіст кубка СРСР : 1957
- Фіналіст кубка УРСР : 1973

### Україна
- Чемпіон України в Першій лізі : 1993/1994

## Президенти клубу
| Ім'я та прізвище президента | Громадянство | Час на посаді | Примітки |
| --------------------------- | ------------ | ------------- | -------- |
| Ревуцький Анатолій          | Україна      | 1989-2001     |          |
| Попадюк Анатолій            | Україна      | 2001-2002     |          |
| Чмихалов Сергій             | Росія        | 2002-2005     |          |
| Клим Тарас                  | Україна      | 2006-2007     |          |

## Емблеми клубу

1949-1981
?-2003
2003-2006
2006-2007

## Виступи в чемпіонаті України
- У першій лізі — 319 матчів: 128 перемог, 76 нічиїх, 115 поразок. Різниця м'ячів — 369:348.
- У другій лізі — 84 матчі: 52 перемоги, 14 нічиї. 18 поразок. Різниця м'ячів — 151:87.
- Всього у всіх лігах — 609 матчів: 235 перемог, 142 нічиї, 232 поразки. Різниця м'ячів — 735:750[джерело?].

| Сезон   | Ліга     | М  | І  | В  | Н  | П  | ГЗ | ГП | О  | Кубок України  | Примітки      |
| ------- | -------- | -- | -- | -- | -- | -- | -- | -- | -- | -------------- | ------------- |
| 1992    | Вища «Б» | 9  | 18 | 3  | 6  | 9  | 9  | 18 | 12 | 1/32 фіналу    | Виліт         |
| 1992–93 | Перша    | 5  | 42 | 18 | 14 | 10 | 53 | 35 | 50 | 1/8 фіналу     |               |
| 1993–94 | Перша    | 1  | 38 | 26 | 7  | 5  | 81 | 33 | 59 | 1/16 фіналу    | Підвищення    |
| 1994–95 | Вища     | 11 | 34 | 11 | 8  | 15 | 40 | 52 | 41 | 1/32 фіналу    |               |
| 1995–96 | Вища     | 11 | 34 | 12 | 8  | 14 | 49 | 49 | 44 | 1/16 фіналу    |               |
| 1996–97 | Вища     | 13 | 30 | 8  | 7  | 15 | 33 | 49 | 31 | 1/16 фіналу    |               |
| 1997–98 | Вища     | 10 | 30 | 8  | 9  | 13 | 33 | 41 | 33 | 1/16 фіналу    |               |
| 1998–99 | Вища     | 15 | 30 | 6  | 6  | 18 | 24 | 59 | 24 | 1/8 фіналу     |               |
| 1999-00 | Вища     | 14 | 30 | 7  | 8  | 15 | 27 | 47 | 29 | 1/16 фіналу    | Виліт         |
| 2000–01 | Перша    | 14 | 34 | 12 | 6  | 16 | 36 | 46 | 42 | 1/16 фіналу    |               |
| 2001–02 | Перша    | 5  | 34 | 17 | 10 | 7  | 43 | 33 | 58 | 1/16 фіналу    |               |
| 2002–03 | Перша    | 17 | 34 | 7  | 8  | 19 | 25 | 54 | 29 | 1/32 фіналу    | Реорганізація |
| 2003–04 | Перша    | 6  | 34 | 15 | 10 | 9  | 42 | 38 | 59 | 1/8 фіналу     |               |
| 2004–05 | Перша    | 8  | 34 | 15 | 5  | 14 | 34 | 33 | 50 | 1/16 фіналу    |               |
| 2005–06 | Перша    | 10 | 34 | 10 | 15 | 9  | 33 | 31 | 45 | 1/16 фіналу    |               |
| 2006–07 | Перша    | 17 | 36 | 10 | 3  | 23 | 24 | 51 | 33 | 1/32 фіналу    |               |
| 2007    | Друга    | 0  | -  | -  | -  | -  | -  | -  | -  | не брав участі |               |

## Відвідування
Відвідуваність домашніх матчів клубу, середня кількість глядачів на грі чемпіонату країни впродовж сезону:
- зелений колір — вища ліга
- жовтий — перша ліга

## Легіонери
Дивитись статтю: Список легіонерів НФК "Спартак"

## Гравці Спартака в збірних
Враховано тільки гравців, які викликались до збірної під час виступів у клубі, або стали гравцями Спартака вже будучи збірниками:
- Ватаманюк Ярослав
- Юрченко Микола
- Турянський Сергій
- Хомин Андрій
- Сосенко Костянтин
- Кислов Ігор
- Яремчук Іван
- Лунгу Владислав
- Комльонок Віктор
- Тогонідзе Ніколоз

## Відомі гравці
Дивитись статтю: Список відомих гравців НФК "Спартак"

## Рекордсмени
Рекордсмени за кількістю матчів у Вищій Лізі
| №. | Ім'я та прізвище  | Країна  | Матчі |
| -- | ----------------- | ------- | ----- |
| 1. | Ватаманюк Ярослав | Україна | 150   |
| 2  | Мазур Дмитро      | Україна | 114   |
| 3. | Русак Петро       | Україна | 107   |
| 4. | Ковальчук Тарас   | Україна | 99    |
| 5. | Іричук Павло      | Україна | 91    |

Рекордсмени за кількістю голів у Вищій Лізі
| №. | Ім'я та прізвище  | Країна  | Голи |
| -- | ----------------- | ------- | ---- |
| 1. | Русак Петро       | Україна | 26   |
| 2. | Іричук Павло      | Україна | 23   |
| 3. | Юрченко Ігор      | Україна | 15   |
| 4. | Мазур Дмитро      | Україна | 11   |
| 5. | Турянський Сергій | Україна | 8    |

Рекордсмени за кількістю сухих матчів у Вищій лізі
| №. | Ім'я та прізвище | Країна  | Статистика   |
| -- | ---------------- | ------- | ------------ |
| 1. | Рипан Олег       | Україна | 57/-77 16 с. |
| 2. | Сиротін Павло    | Україна | 53/-81 13 с. |
| 3. | Поліщук Сергій   | Україна | 32/-53 7 с.  |
| 4. | Пироженко Олег   | Україна | 12/-11 5 с.  |

## Тренери
Список тренерів НФК "Спартак"
- Йожеф Беца (1953)
- Олександр Щанов (09.1955–1956)
- Борис Смислов (1957)
- Олександр Щанов (1957—1959)
- Соколов (1960–07.1960)
- Антоневич (08.1960-1960)
- Володимир Гура (1961)
- Юрій Ходотов (1962)
- Олександр Щанов (1964)
- Мирослав Думанський (1965–02.1969)
- Віталій Токарєв (в.о., 02.1969–1969)
- Вадим Кириченко (1969—1971)
- Віктор Лукашенко (1971)
- Михайло Михалина (1971)
- Віктор Лукашенко (1972—1973)
- Олександр Кольцов (1974)
- Вадим Кириченко (1975—1976)
- Віктор Жилін (1977)
- Віктор Фомін (1978)
- Євген Рудаков (1979)
- Валентин Тугарін (1980)
- Іштван Шандор (1981)
- Віктор Лукашенко (1982–07.1983)
- Юрій Аванесов (08.1983–12.1983)
- Борис Рассихін (1984—1985)
- Борис Стрельцов (1986–06.1988)
- Юрій Дячук-Ставицький (06.1988–12.1988)
- Віктор Козін (1989)
- Борис Стрельцов (1990–07.1990)
- Іван Краснецький (07.1990–04.1992)
- Юрій-Йосип Шулятицький (05.1992–06.1992)
- Віктор Нестеренко (08.1992–07.1993)
- Ігор Юрченко (08.1993–06.1996)
- Борис Стрельцов (07.1996–08.1996)
- Віктор Колотов (08.1996–06.1997)
- Ігор Юрченко (07.1997-12.1997)
- Богдан Блавацький (01.1998–08.1998)
- Анатолій Бойко (в.о., 08.1998–09.1998)
- Анатолій Заяєв (10.1998–05.1999)
- Ігор Яворський (06.1999–10.1999)
- Анатолій Бойко (в.о., 11.1999)
- Сергій Морозов (12.1999–07.2000)
- Анатолій Бойко (в.о., 08.2000)
- Сергій Турянський (08.2000–03.2001)
- Микола Пристай (03.2001–07.2001)
- Валерій Богуславський (08.2001–09.2001)
- Олександр Іщенко (10.2001–06.2002)
- Валерій Душков (07.2002–11.2002)
- Ігор Юрченко (01.2003–06.2003)
- Богдан Блавацький (07.2003–06.2004)
- Микола Пристай (06.2004–11.2005)
- Ігор Юрченко (02.2006–09.2006)
- Володимир Мандрик (в.о., 09.2006–17.10.2006)
- Юрій-Йосип Шулятицький (в.о., 17.10.2006–03.2007)
- Сергій Кучеренко (03.2007–04.2007)
- Микола Васильків (в.о., 05.2007–07.2007)

## У вищій лізі
Список гравців НФК "Спартак" у Вищій лізі України
Список гравців команди, які грали вищій лізі чемпіонату України:
| №            | Футболіст                          | Країна     | Ігри     |
| Воротарі     | Воротарі                           | Воротарі   | Воротарі |
| ------------ | ---------------------------------- | ---------- | -------- |
|              | Винокуров Вадим Володимирович      | Україна    | 3        |
|              | Колесников Ігор Анатолійович       | Україна    | 2        |
|              | Крапивкін Ігор Євгенійович         | Україна    | 13       |
|              | Марчук Володимир Володимирович     | Україна    | 11       |
|              | Пироженко Олег Віталійович         | Україна    | 12       |
|              | Поліщук Сергій Болеславович        | Україна    | 32       |
|              | Рипан Олег Павлович                | Україна    | 57       |
|              | Сіротін Павло Анатолійович         | Киргизстан | 53       |
|              | Сташко Сергій Романович            | Україна    | 12       |
|              | Хомин Микола Лук'янович            | Україна    | 2        |
|              | Циткін Володимир Борисович         | Україна    | 3        |
|              | Черніков Геннадій Юрійович         | Україна    | 1        |
|              | Чумак Юрій Олександрович           | Україна    | 12       |
| Захисники    |                                    |            |          |
|              | Ватаманюк Ярослав Петрович         | Україна    | 150      |
|              | Волосянко Микола Миколайович       | Україна    | 16       |
|              | Гошовський Роман Володимирович     | Україна    | 1        |
|              | Грегуль Валентин Миколайович       | Україна    | 28       |
|              | Гуменяк Василь Юрійович            | Україна    | 2        |
|              | Зуб Роман Іванович                 | Україна    | 8        |
|              | Зуєнко Микола Миколайович          | Україна    | 96       |
|              | Карась Ігор Миколайович            | Україна    | 64       |
|              | Карібов Валерій Леонідович         | Україна    | 1        |
|              | Кріль Ігор Іванович                | Україна    | 47       |
|              | Ліхотворік Сергій Олександрович    | Україна    | 3        |
|              | Мазур Дмитро Анатолійович          | Україна    | 114      |
|              | Мельничук Ігор Васильович          | Україна    | 16       |
|              | Мокрицький Юрій Ярославович        | Україна    | 2        |
|              | Мостовий Руслан Іванович           | Україна    | 54       |
|              | Первак Віталій Миколайович         | Україна    | 24       |
|              | Романишин Сергій Володимирович     | Україна    | 5        |
|              | Русановський Роман Євгенович       | Україна    | 76       |
|              | Салій Володимир Богданович         | Україна    | 16       |
|              | Свищ Роман Іванович                | Україна    | 5        |
|              | Семчук Дмитро Анатолійович         | Україна    | 8        |
|              | Соколенко Андрій Євгенович         | Україна    | 1        |
|              | Сосенко Костянтин Федорович        | Україна    | 20       |
|              | Старостяк Михайло Володимирович    | Україна    | 33       |
|              | Фокін Юрій Тенгісович              | Україна    | 14       |
|              | Храмцов Олексій Володимирович      | Україна    | 23       |
|              | Цисар Олександр Вікторович         | Молдова    | 17       |
|              | Якушев Артур Юрійович              | Україна    | 12       |
| Півзахисники |                                    |            |          |
|              | Амілехін Сергій Володимирович      | Україна    | 23       |
|              | Будник Андрій Іванович             | Україна    | 26       |
|              | Василів Зіновій Васильович         | Україна    | 2        |
|              | Венглінський Олександр Миколайович | Україна    | 26       |
|              | Винник Володимир Іванович          | Україна    | 7        |
|              | Головатий Володимир Мирославович   | Україна    | 13       |
|              | Гончар Олександр Борисович         | Україна    | 15       |
|              | Городов Олексій Анатолійович       | Україна    | 15       |
|              | Грицай Олег Анатолійович           | Україна    | 12       |
|              | Гусак Богдан Ярославович           | Україна    | 15       |
|              | Гусейнов Ельшад Ельяр огли         | Україна    | 5        |
|              | Данилко Роман Ярославович          | Україна    | 1        |
|              | Дацишин Віталій Олександрович      | Україна    | 2        |
|              | Євглевський Сергій Юрійович        | Україна    | 77       |
|              | Зав'ялов Андрій Олександрович      | Україна    | 26       |
|              | Каретник Володимир Володимирович   | Україна    | 5        |
|              | Ковальчук Тарас Степанович         | Україна    | 99       |
|              | Ковалюк Володимир Васильович       | Україна    | 70       |
|              | Козир Сергій Васильович            | Україна    | 5        |
|              | Коломієць Анатолій Анатолійович    | Україна    | 2        |
|              | Копистянський Микола Іванович      | Україна    | 1        |

| №            | Футболіст                              | Країна       | Ігри         |
| Півзахисники | Півзахисники                           | Півзахисники | Півзахисники |
| ------------ | -------------------------------------- | ------------ | ------------ |
|              | Костишин Юрій Степанович               | Україна      | 8            |
|              | Кріль Ігор Іванович                    | Україна      | 9            |
|              | Лахмай Валерій Іванович                | Україна      | 17           |
|              | Лютий Владислав Олексійович            | Україна      | 24           |
|              | Магерович Сергій Богданович            | Україна      | 1            |
|              | Маковський Леонід Петрович             | Україна      | 3            |
|              | Максимюк Роман Васильович              | Україна      | 64           |
|              | Матвіїв Степан Олексійович             | Україна      | 50           |
|              | Механошин Олександр Михайлович         | Україна      | 19           |
|              | Нестерук Андрій Петрович               | Україна      | 3            |
|              | Николайчук Матвій Михайлович           | Україна      | 6            |
|              | Новіков Петро Миколайович              | Україна      | 1            |
|              | Постовой Вадим Володимирович           | Україна      | 1            |
|              | Пташник Сергій Володимирович           | Україна      | 4            |
|              | Рак Олег Віталійович                   | Україна      | 6            |
|              | Романчук Андрій Миколайович            | Україна      | 17           |
|              | Савка Михайло Степанович               | Україна      | 64           |
|              | Саркісов Едуард Рачикович              | Україна      | 13           |
|              | Скиш Віталій Володимирович             | Україна      | 13           |
|              | Скідан Геннадій Вікторович             | Україна      | 15           |
|              | Смотрич Юрій Іванович                  | Україна      | 7            |
|              | Сопків Олександр Васильович            | Україна      | 8            |
|              | Спєвак Андрій Олександрович            | Україна      | 29           |
|              | Стахів Ігор Іванович                   | Україна      | 5            |
|              | Тофан Василь Васильович                | Україна      | 11           |
|              | Федорів Василь Васильович              | Україна      | 2            |
|              | Франко Владислав Андрійович            | Україна      | 1            |
|              | Хомин Андрій Романович                 | Україна      | 34           |
|              | Школьніков Ян Нафтулович               | Україна      | 16           |
|              | Шулятицький Андрій Тарасович           | Україна      | 18           |
|              | Шулятицький Юрій Юрій-Йосипович        | Україна      | 12           |
|              | Шумський Віталій Іванович              | Україна      | 44           |
|              | Юрченко Ігор Миколайович               | Україна      | 71           |
|              | Юрченко Микола Миколайович (футболіст) | Україна      | 12           |
|              | Яремчук Іван Іванович                  | Україна      | 2            |
| Нападники    |                                        |              |              |
|              | Апіян Артур Нептунович                 | Україна      | 4            |
|              | Атаманчук Орест Богданович             | Україна      | 14           |
|              | Барановський Сергій Вікторович         | Україна      | 8            |
|              | Беспалих Сергій Олексійович            | Росія        | 8            |
|              | Василів Зіновій Васильович             | Україна      | 2            |
|              | Гогіль Ігор Михайлович                 | Україна      | 5            |
|              | Григорчук Роман Йосипович              | Україна      | 13           |
|              | Джугелі Іван Рамазович                 | Грузія       | 4            |
|              | Забранський Руслан Михайлович          | Україна      | 17           |
|              | Ібрагімов Ельдар Саїдович              | Україна      | 8            |
|              | Ірічук Павло Васильович                | Україна      | 91           |
|              | Ковтонюк Володимир Віталійович         | Україна      | 9            |
|              | Корпонай Іван Тиберійович              | Україна      | 1            |
|              | Крижанівський Володимир Романович      | Україна      | 4            |
|              | Лапко Микола Романович                 | Україна      | 9            |
|              | Ларін Володимир Миколайович            | Україна      | 61           |
|              | Мальцев Владислав Анатолійович         | Україна      | 2            |
|              | Мартинов Володимир Володимирович       | Україна      | 11           |
|              | Микуляк Олександр Васильович           | Україна      | 31           |
|              | Мінтенко Віталій Георгійович           | Україна      | 14           |
|              | Нестерчук Павло Петрович               | Україна      | 32           |
|              | Редушко Анатолій Ярославович           | Україна      | 88           |
|              | Римшин Євген Леонідович                | Україна      | 15           |
|              | Русак Петро Романович                  | Україна      | 108          |
|              | Сіденко Анатолій Васильович            | Україна      | 4            |
|              | Турянський Сергій Миронович            | Україна      | 37           |
|              | Фасахов Тагір Рівкатович               | Україна      | 24           |